# Acalymma satellitium
Acalymma satellitium es un coleóptero de la familia Chrysomelidae. Fue descrita en 1887 por Jacoby.